# Marion Bertram
Marion Bertram, geb. Scheibel, (* 13. April 1960 in Cottbus) ist eine deutsche Prähistorikerin und Ausstellungskuratorin.

## Leben und beruflicher Werdegang
Marion Bertram wuchs als Tochter eines Architekten und einer Lehrerin in Grünheide am Rande von Berlin auf. Da ihr aus politischen Gründen der Zugang zur Erweiterten Oberschule versagt wurde, absolvierte sie zunächst eine Lehre als Facharbeiterin für wissenschaftliche Bibliotheken an der Staatsbibliothek zu Berlin und erlangte die Hochschulreife an der Volkshochschule Berlin-Mitte. Seit 1980 ist sie Mitarbeiterin des Museums für Ur- bzw. Vor- und Frühgeschichte der Staatlichen Museen zu Berlin, das ihre Ausbildung förderte. Von 1983 bis 1988 studierte sie Geschichte und Ur- und Frühgeschichte an der Humboldt-Universität zu Berlin und beschäftigte sich in ihrer Diplomarbeit als Historikerin erstmals mit der Situation der Ur- und Frühgeschichtsforschung im Nationalsozialismus. Bereits während ihrer Studienzeit kuratierte sie Ausstellungen zu Leben und Wirken von Heinrich Schliemann (1983) und Rudolf Virchow (1987).
Nach dem Abschluss des Studiums erlangte sie die Stellung einer wissenschaftlichen Mitarbeiterin des Museums mit den Schwerpunkten Frühmittelalter und Wissenschaftsgeschichte.
Im Zuge der Wende und der Deutschen Wiedervereinigung knüpfte Bertram schnell Kontakte zur Sammlung in West-Berlin. Während die damalige Direktorin des Museums im Ostteil der Stadt Eva Zengel sie auf eine Liste potentiell zu entlassender Mitarbeiter und Mitarbeiterinnen setzte, da sie versuchte unabhängig von der Qualifikation Parteimitgliedern ihre Stellen zu erhalten, betrieb Bertram unter der Leitung von Wilfried Menghin, dem Direktor des Museums für Vor- und Frühgeschichte im Westteil der Stadt federführend die Wiedervereinigung der in der Nachkriegszeit geteilten Sammlungen des Museums unter dem Dach der Stiftung Preußischer Kulturbesitz. 1996 wurde sie zur Kustodin ernannt. Weiterer Schwerpunkt ihrer Arbeit war die Aufarbeitung der von der Roten Armee beschlagnahmten und als Kriegsbeute in die Sowjetunion verbrachten Teile der Sammlung.
1996/97 übernahm sie für ihr Museum die Projektleitung des internationalen Ausstellungsprojektes „Die Franken“ sowie 2006/07 der in Moskau und Sankt Petersburg gezeigten Ausstellung „Merowingerzeit. Europa ohne Grenzen“, die erstmals die in Russland verbliebenen Teile der Sammlung der Öffentlichkeit präsentierte und in einem umfassenden Katalog dokumentierte.
Im Jahr 2000 promovierte sie an der Freien Universität Berlin mit einer Dissertation, die sich der Rekonstruktion von Altgrabungen widmete. Von 1998 bis 2009 betreute sie den Wiederaufbau der Neuen Museums auf der Museumsinsel und leitete dort die Einrichtung der neuen Dauerausstellung. Als Mitkuratorin betreute sie unter anderem die großen Ausstellungsprojekte „Die Wikinger“ (2013/14), „Schliemanns Welten“ (2022) und konzipierte die umfassende wissenschaftliche Festschrift zum 175-jährigen Jubiläum des Museums für Vor- und Frühgeschichte.
2014 wurde sie als Nachfolgerin von Alix Hänsel stellvertretende Direktorin des Museums für Vor- und Frühgeschichte, das von Matthias Wemhoff geleitet wird. Ebenfalls 2014 wurde sie zur Oberkustodin befördert, 2016 zur Hauptkustodin.
Da mit dem Museum auch die Landesarchäologie verbunden ist, gehört auch die regionale Prähistorie zu ihrem Forschungsbereich.

## Publikationen (Auswahl)
Monografien
- Rudolf Virchow als Prähistoriker. Sein Wirken in Berlin. Sonderausstellung des Museums für Ur- und Frühgeschichte Berlin. Museum für Ur- und Frühgeschichte, Berlin 1987.
- mit Eva Zengel: Troja, Mykene, Tiryns. Heinrich Schliemann zum 100. Todestag. Gemeinschaftsausstellung des Archäologischen Nationalmuseums Athen und des Museums für Ur- und Frühgeschichte der Staatlichen Museen zu Berlin im Alten Museum, Oktober 1990 bis Januar 1991. Museum für Ur- und Frühgeschichte, Berlin 1990. ISBN 960-214-005-4
- mit Wilfried Menghin: Die Franken, Wegbereiter Europas. 5.–8. Jahrhundert – Les Francs, précurseurs de l‘Europe. Ve –VIIIe siècle. Führer durch die Ausstellung, Berlin 1997. ISBN 978-3-88609-413-4
- Die frühmittelalterlichen Gräberfelder von Pocking-Inzing und Bad Reichenhall-Kirchberg. Rekonstruktion zweier Altgrabungen (= Bestandskataloge des Museums für Vor- und Frühgeschichte (Berlin). Band 7). Museum für Vor- und Frühgeschichte, Berlin 2002, ISBN 3-88609-201-1.
- mit Bernhard Heeb und Benjamin Wehry: Tod in Neapel. Heinrich Schliemann zum 125. Todestag. Museum für Vor- und Frühgeschichte, Berlin 2002, ISBN 978-3-88609-778-4.
- mit Dieter Quast und Andreas Rau: Das Schwert mit dem goldenen Griff. Eine Prunkbestattung der Völkerwanderungszeit (= Die Sammlungen des Museums für Vor- und Frühgeschichte. Band 5). Schnell + Steiner, Regensburg 2019, ISBN 978-3-7954-3475-5.

Herausgeberschaft / Redaktion
- Schliemann und Troia. Ausstellung der Staatlichen Museen zu Berlin, Preussischer Kulturbesitz, Museum für Vor- und Frühgeschichte und der Prähistorischen Staatssammlung, Museum für Vor- und Frühgeschichte München vom 24. Januar bis 29. März 1992 (= Ausstellungskataloge der Prähistorischen Staatssammlung. Band 21). Prähistorische Staatssammlung / Museum für Vor- und Frühgeschichte, München und Berlin 1992, ISBN 978-3-927806-12-2.
- Merowingerzeit. Die Altertümer im Museum für Vor- und Frühgeschichte Berlin (= Zaberns Bildbände zur Archäologie. Band 28; Sonderhefte der Antiken Welt. Band 28; Die Altertümer im Museum für Vor- und Frühgeschichte. Band 1). Philipp von Zabern, Mainz 1995, ISBN 3-8053-1709-3 (Buchhandelsausgabe), ISBN 3-8053-1701-8 (Museumsausgabe).
- Das Berliner Museum für Vor- und Frühgeschichte. Festschrift zum 175-jährigen Bestehen. Herausgegeben von Wilfried Menghin. Berlin 2005. ISBN 3-88609-907-X, zugleich Sonderband der Acta Praehistorica et Archaeologica 36/37 (2004/05). [Konzeption und Leitung]

Wissenschaftliche Aufsätze
- Zur Situation der deutschen Ur- und Frühgeschichtsforschung während der Zeit der faschistischen Diktatur. In: Forschungen und Berichte 31 (1991), 23–42.
- Zur Geschichte der Berliner Schliemann-Sammlung. In: J. Herrmann (Hrsg.), Heinrich Schliemann – Grundlagen und Ergebnisse moderner Archäologie. Berlin 1992, 397  –  401.
- Katalog der Tauschierarbeiten der Merowingerzeit im Bestand des Museums für Vor- und Frühgeschichte. In: Tauschierarbeiten der Merowingerzeit. Bestandskataloge des Museums für Vor- und Frühgeschichte 2, Berlin 1994, 169  –  233.
- Wilhelm Unverzagt und der Streit um die Neuordnung der brandenburgischen Bodendenkmalpflege. In: A. Leube (Hrsg.), Prähistorie und Nationalsozialismus. Die mittel- und osteuropäische Ur- und Frühgeschichtsforschung in den Jahren 1933–1945, Heidelberg 2002,  255  –  276.
- Vom  "Museum Vaterländischer Alterthümer" im Schloss Monbijou zur  "Sammlung der Nordischen Alterthümer" im Neuen Museum. Die Ära Ledebur 1829–1873. In: Das Berliner Museum für Vor- und Frühgeschichte. Festschrift zum 175-jährigen Bestehen. Herausgegeben von Wilfried Menghin, Berlin 2005, 31–79.
- Wilhelm Unverzagt und das Staatliche Museum für Vor- und Frühgeschichte. In: Ebenda, 162–192.
- Rückblick und Ausblick: Der Wiedereinzug ins Neue Museum. In: Ebenda,  279–287.
- Das Berliner Museum für Vor- und Frühgeschichte und die brandenburgische Bodendenkmalpflege von den Anfängen bis 1945. In: Ebenda, 355–368.
- Zur Geschichte der völkerwanderungs- und merowingerzeitlichen Sammlung des Berliner Museums für Vor- und Frühgeschichte. In: Wilfried Menghin (Hrsg.), Merowingerzeit –   Europa ohne Grenzen. Archäologie und Geschichte des 5. bis 8. Jahrhunderts. Ausstellungskatalog Moskau, St. Petersburg und Wolfratshausen 2007, 254–270.
- mit Wilfried Menghin: Merowingerzeit – Europa ohne Grenzen. Genese und Bilanz einer Ausstellung. In: Jahrbuch Preußischer Kulturbesitz 43 (2006/07), 211–259.
- Das Schwert von Gutenstein. Bemerkungen aus Anlass seiner Wiederauffindung. In: Acta Praehistorica et Archaeologica 42 (2010), 173–181.
- Die Konzeption der Sammlung Vaterländischer Altertümer im Neuen Museum. In: E. Bergvelt u. a. (Hrsg.), Museale Spezialisierung und Nationalisierung ab 1830. Berliner Schriften zur Museumsforschung 29, Berlin 2011,  91–104.
- Taktik. Die Ausgrabungstätigkeit des Staatlichen Museums für Vor- und Frühgeschichte 1933–1945. In: Jörn Grabowski, Petra Winter (Hrsg.), Zwischen Politik und Kunst. Die Staatlichen Museen zu Berlin in der Zeit des Nationalsozialismus. Schriften zur Geschichte der Berliner Museen Bd. 2, Köln u. a. 2013, 351–367.
- mit Heide Eilbracht, Der Goldarmring von Hiddensee. In: Acta Praehistorica et Archaeologica 46 (2014), 171-184.
- Vom Rhein an die Spree. Die Vorgeschichtliche Abteilung der Königlichen Museen zu Berlin und ihre Verbindungen zur preußischen Rheinprovinz im 19. und frühen 20. Jahrhundert. In: Bonner Jahrbücher 215 (2015), 3–30.
- mit Claudia M. Melisch, Ein kleiner Prinz. Neues vom  "Britzer Mädchengrab". Acta Praehistorica et Archaeologica 50 (2018), 251–279.
- The New Concept of the Berlin Museum für Vor- und Frühgeschichte – Archaeology in a Historically-engaged Museum Building. In: A. Christophilopoulou, Material Cultures in Public Engagement. Reinventing public archaeology within museum collections, Oxford/Philadelphia 2020, 33–42.
- The archaeology of Ancient Europe in the Berlin Museum of Pre- and Early History. Acquisition policy and collection concepts from 1829 to this day. In: L. W. S. W. Amkreutz (ed.), Collecting Ancient Europe. National Museums and the search for European Antiquities in the 19th – early 20th century. PALMA 23, 2020, 23–31.
- "In dem schwankenden Meere prähistorischer Hypothesen". Die Germanenfrage am Berliner Museum für Vor- und Frühgeschichte (1799–1945). In: G. Uelsberg/M. Wemhoff (eds.), Germanen. Eine archäologische Bestandsaufnahme. Ausstellungskatalog, Berlin/Bonn/Darmstadt 2020, 504–537.
- Ägypten und das Rätsel der "Kleopatra". In: Schliemanns Welten. Sein Leben. Seine Entdeckungen. Sein Mythos. Ausstellungskatalog,  Leipzig 2022, 190–195.
- Eine schwierige Beziehung: Der Autodidakt und die akademische Welt. In: Ebenda, 206–215.
- Rudolf Virchow (1821-1902). In: Ebenda, 216–217.
- Die griechische Familie. In: Ebenda, 236–237.
- Tod in Neapel. In: Ebenda, 246–249.
- "Um 6 by Schliemann". Ein Reisetagebuch des Friedrich Ludwig Buschkiel 1882/83. In: Acta Praehistorica et Archaeologica 55, 2023, 133–164.

## Porträts
- Besuch bei alten Bekannten. In: SPK Magazin, Ausgabe 2 (2015), 20.  https://www.spkmagazin.de/besuch-bei-alten-bekannten.html
- Nachts allein mit Nofretete. Ein Museum schläft nie. Dokumentarfilm von Carola Wedel, ZDF 2010.

## Belege
1. ↑  Für biographische Angaben bis 2004 vgl. hier und im Folgenden: Horst Junker und Horst Wieder: Zur personellen Ausstattung des Museums für Vor- und Frühgeschichte seit 1829. Artikel: Marion Bertram. In: Das Berliner Museum für Vor- und Frühgeschichte. Festschrift zum 175-jährigen Bestehen, herausgegeben von Wilfried Menghin, Berlin 2005, 536.
2. ↑  Marion Bertram: Zur Situation der deutschen Ur- und Frühgeschichtsforschung während der Zeit der faschistischen Diktatur. Diplomarbeit, Berlin 1988. Gekürzte Fassung in: Forschungen und Berichte 31, 1991, 23–42.
3. ↑  Eike Gringmuth-Dallmer: Die Sonderausstellungen 1880 bis 2004. In: Das Berliner Museum für Vor- und Frühgeschichte. Festschrift zum 175-jährigen Bestehen, herausgegeben von Wilfried Menghin, Berlin 2005, 610/11 und 612.
4. ↑  https://www.spkmagazin.de/besuch-bei-alten-bekannten.html
5. ↑  Marion Bertram: Ein langer Weg. Die Anfänge der Zusammenarbeit mit den russischen Museen von den 1990er Jahren bis 2007. In: Acta Praehistorica et Archaeologica 50 (2018), 45–58
6. ↑  Marion Bertram, Wilfried Menghin: Die Franken, Wegbereiter Europas. 5.–8. Jahrhundert – Les Francs, précurseurs de l‘Europe. Ve–VIIIe siècle. Führer durch die Ausstellung, Berlin 1997.
7. ↑  Wilfried Menghin, Marion Bertram: Merowingerzeit – Europa ohne Grenzen. Genese und Bilanz einer Ausstellung. In: Jahrbuch Preußischer Kulturbesitz 43, 2006/07, 211–259.
8. ↑  Merowingerzeit – Europa ohne Grenzen. Archäologie und Geschichte des 5. bis 8. Jahrhunderts. Herausgegeben von Wilfried Menghin. Ausstellungskatalog Moskau, St. Petersburg 2007, Wolfratshausen 2007 (dt./engl./russ.)
9. ↑  Marion Bertram: Die frühmittelalterlichen Gräberfelder von Pocking-Inzing und Bad Reichenhall-Kirchberg. Rekonstruktion zweier Altgrabungen. Dissertation, Berlin 2000. Publiziert in: Bestandskataloge des Museums für Vor- und Frühgeschichte 7, Berlin 2002.
10. ↑  Neues Museum Berlin. Ägyptisches Museum und Papyrussammlung, Museum für Vor- und Frühgeschichte, München u. a. 2009. Vgl. auch: Marion Bertram: Rückblick und Ausblick: Der Wiedereinzug ins Neue Museum. In: Das Berliner Museum für Vor- und Frühgeschichte. Festschrift zum 175-jährigen Bestehen, herausgegeben von Wilfried Menghin, Berlin 2005, 279-287.
11. ↑  Martin-Gropius-Bau, Berlin 2013/14
12. ↑  James-Simon-Galerie und Neues Museum, Berlin 2022
13. ↑  Das Berliner Museum für Vor- und Frühgeschichte. Festschrift zum 175-jährigen Bestehen. Herausgegeben von Wilfried Menghin, Berlin 2005.
14. ↑  https://www.spkmagazin.de/besuch-bei-alten-bekannten.html
15. ↑  Frühgeschichte Berlins: Die Prinzessin ist ein Prinz - was ein Skelett über die Stadt verrät. In: Der Tagesspiegel Online. ISSN 1865-2263 (tagesspiegel.de [abgerufen am 30. Dezember 2023]).

| Personendaten    | Personendaten                  |
| ---------------- | ------------------------------ |
| NAME             | Bertram, Marion                |
| ALTERNATIVNAMEN  | Scheibel, Marion (Geburtsname) |
| KURZBESCHREIBUNG | deutsche Archäologin           |
| GEBURTSDATUM     | 13. April 1960                 |
| GEBURTSORT       | Cottbus                        |